# كيفن رانكين (ممثل)
كيفن رانكين (بالإنجليزية: Kevin Rankin)‏ هو كاتب سيناريو وممثل أمريكي، ولد في 18 أبريل 1976 في الولايات المتحدة.

## أعمال

### أفلام
- (2003) هولك[4][5][6]
- (2011) جيه إدغار
- (2013) البيت الأبيض سقط[7]
- (2013) نادي دالاس للمشترين[8][9]
- (2014) بري[10][11]
- (2014) بزوغ كوكب القردة[12]
- (2016) مهما كلف الأمر[13]

### مسلسلات
- اختلال ضال
- اسمي إيرل
- تشريح غراي
- التحقيق في موقع الجريمة
- لوسيفر
- مخالب

## وصلات خارجية
- كيفن رانكين على موقع IMDb (الإنجليزية)
- كيفن رانكين على موقع ألو سيني (الفرنسية)
- كيفن رانكين على موقع أول موفي (الإنجليزية)
- كيفن رانكين على موقع إن إن دي بي (الإنجليزية)
- كيفن رانكين على موقع قاعدة بيانات الفيلم (الإنجليزية)
- كيفن رانكين على موقع كينوبويسك (الروسية)